# Mercedes-Benz Mittelschwerer Kurzhauber

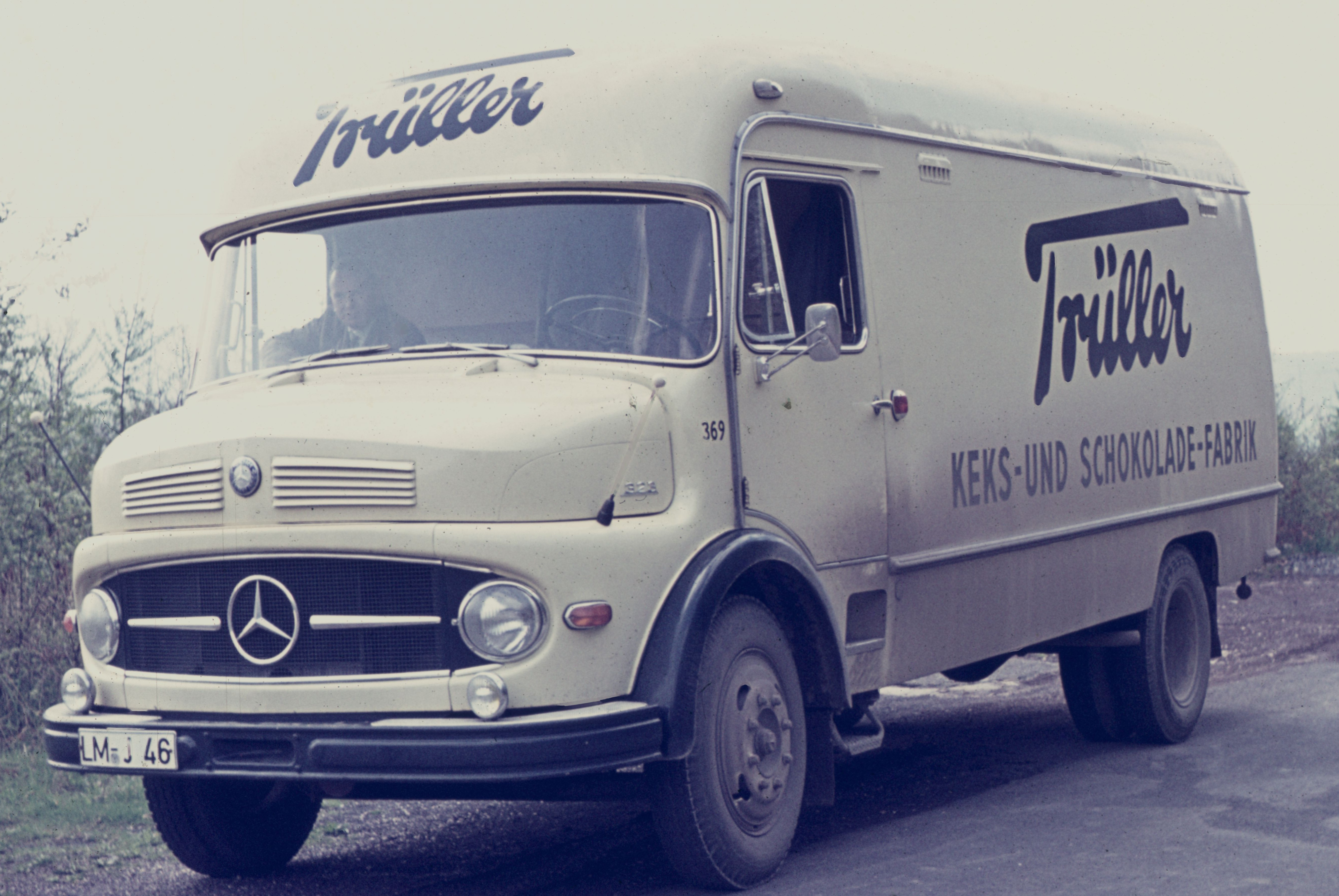
Mercedes-Benz 323 Kastenwagen (1963)

Die mittelschweren Kurzhauber sind Lastkraftwagen des Herstellers Daimler-Benz und wurden von 1959 bis 1995 produziert. Die Fahrzeuge waren wesentlich kürzer als frühere Modelle. Die äußere Form orientierte sich am Pkw-Bau: Pontonform anstatt der bisherigen freistehenden Kotflügel und Scheinwerfer. Die Fahrzeuge wurden nach ihrer zulässigen Gesamtmasse in vier Baureihen unterteilt (L 323, L328, L322 und L327). 

## Modellgeschichte
Obwohl die Nachfrage nach Sattelzugmaschinen in dieser Gewichtsklasse relativ gering war, bot Daimler-Benz alle Modelle vom 7,5-Tonner über den 9- und 11-Tonner bis hin zum 14-Tonner L 327 (später L 1413 genannt) schon von Anfang an als Sattelzugmaschine an. Als einziges Modell des vierköpfigen Grundprogramms war der 14-Tonner nicht als allradgetriebene Sattelzugmaschine lieferbar.
Eine Neuerscheinung war seinerzeit die ab 1962 gebrachte spezielle Betonmischer-Ausführung des L 327 (L 1413). Das Kürzel „LB“ stand für dieses außergewöhnliche Transport-Betonmischer-Fahrgestell, das neben Hinterradantrieb auf Wunsch auch mit Allradantrieb erhältlich war. 
Von 1963 an liefen die Fahrzeuge mit neuen Typenbezeichnungen vom Band. Anstatt der bisher verwendeten wenig aussagenden Baumuster nahm man eine Ziffernfolge, die sich an Gesamtgewicht und Motorleistung der jeweiligen Ausführung orientierte. So hieß zum Beispiel der L 322 fortan L 1113, den der Kenner direkt als Elftonner mit 130 PS starkem Motor identifizieren kann. 
Ab 1967/1968 erhielten die Fahrzeuge ein modifiziertes Fahrerhaus mit einer höheren Windschutzscheibe.
Die Konstruktion war sehr erfolgreich. Die Fahrzeuge wurden mit Ausnahme Nordamerikas und der sozialistischen Länder beinahe überallhin geliefert und sind zum Teil noch immer unter extremen Bedingungen im Einsatz. Der offizielle Verkauf in Deutschland endete 1977, für den Export und für Spezialfahrzeuge (z. B. für Feuerwehren und THW) wurden die Kurzhauber weiter produziert. Außerhalb des offiziellen Verkaufsprogramms konnten die Fahrzeuge in Deutschland bis 1982 bestellt werden. In Südamerika waren die Haubenwagen noch bis Ende der 1990er-Jahre im Programm. Auf Wunsch wurden auch in Deutschland bis 1995 noch mehrfach Kleinserien aufgelegt. 

## Baureihen

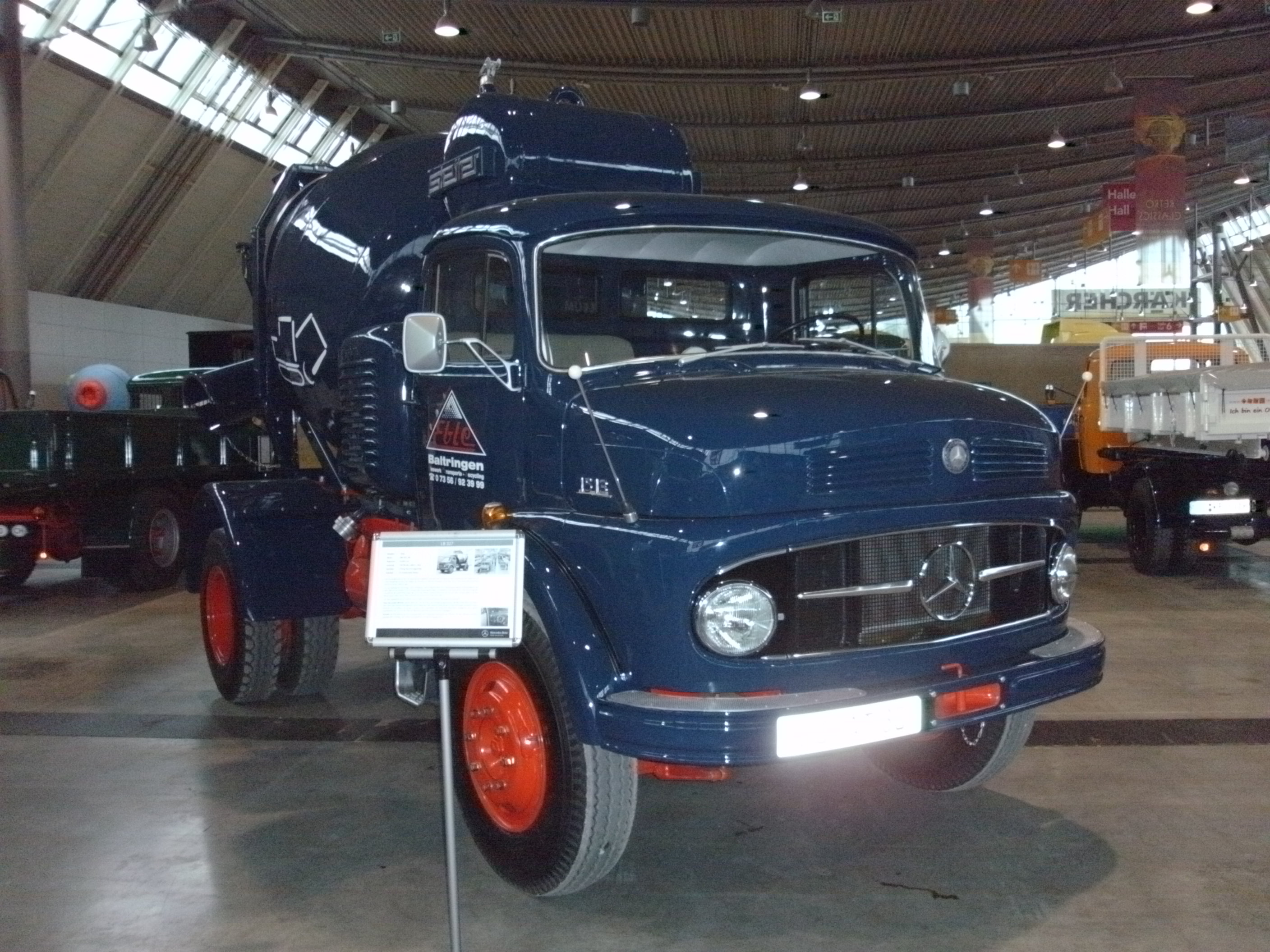
Mercedes-Benz LB 1313 (1966)

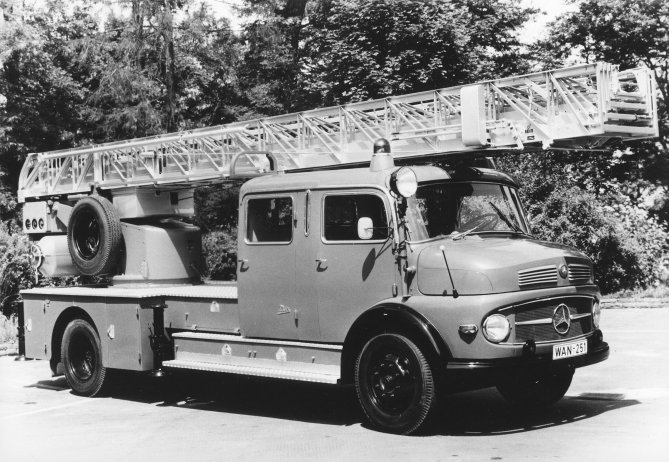
Kurzhauber-Fahrgestell LF 322

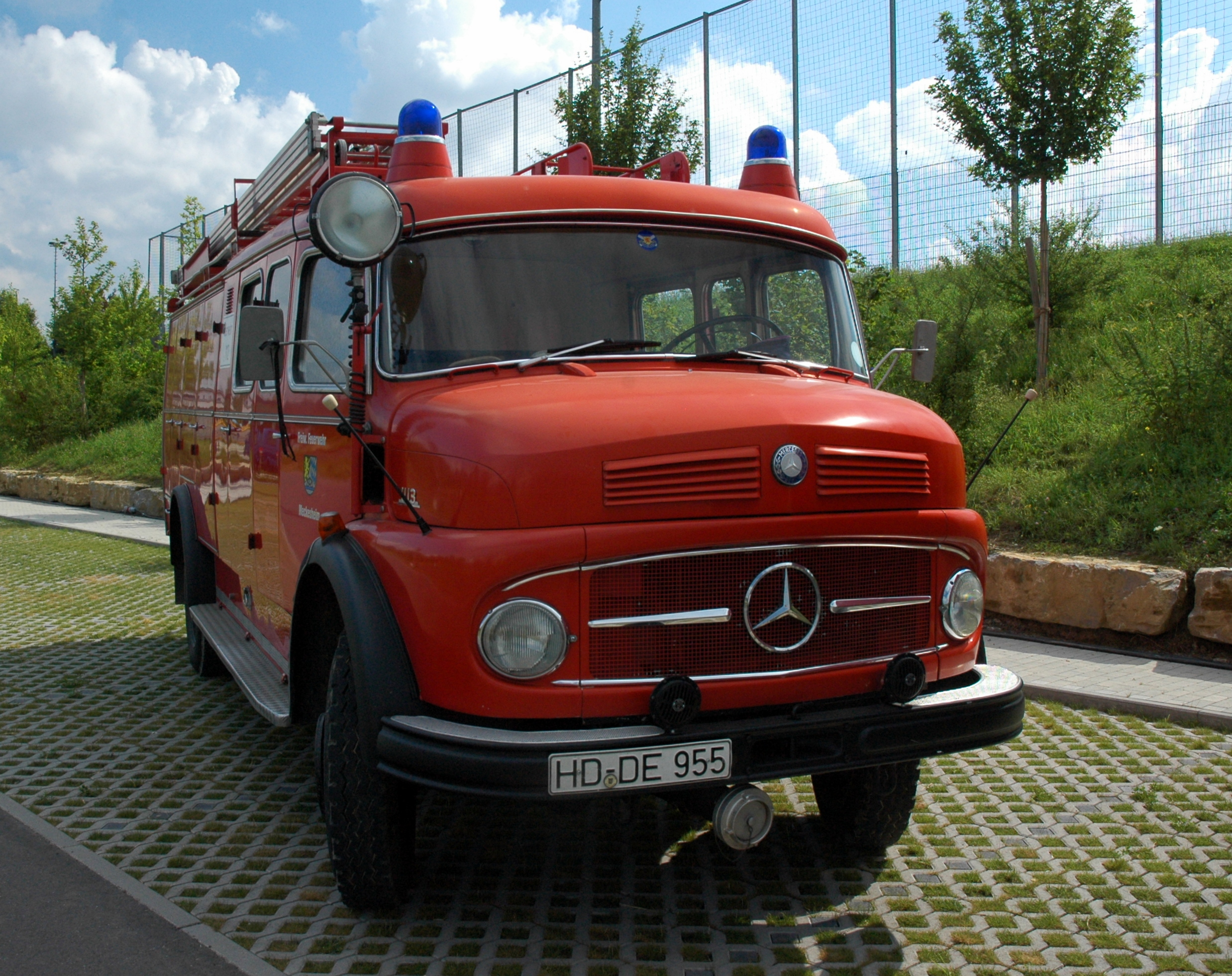
Mercedes-Benz 1113 mit Feuerwehr-Aufbau

| Bezeichnung bis 1963 | Bezeichnung ab 1963 | Gesamtmasse | Motorisierung   |
| -------------------- | ------------------- | ----------- | --------------- |
| L 323                | L 710               | 7,49 t      | 100 PS (74 kW)  |
| L 328                | L 911               | 8,99 t      | 110 PS (81 kW)  |
| L 322                | L 1113              | 10,5 t      | 126 PS (93 kW)  |
| L 327                | L 1413              | 13,5 t      | 126 PS (93 kW)  |
| –                    | L 1513              | 15 t        | 126 PS (93 kW)  |
| –                    | L 1517              | 15 t        | 170 PS (125 kW) |
| –                    | L 1813              | 18 t        | 126 PS (93 kW)  |
| –                    | L 1819              | 18 t        | 192 PS (141 kW) |